# Francesco Vendramin
Francesco Vendramin (* 10. Oktober 1555 in Venedig; † 7. Oktober 1619 in Venedig) war ein italienischer Kardinal und Patriarch von Venedig.

## Biografie

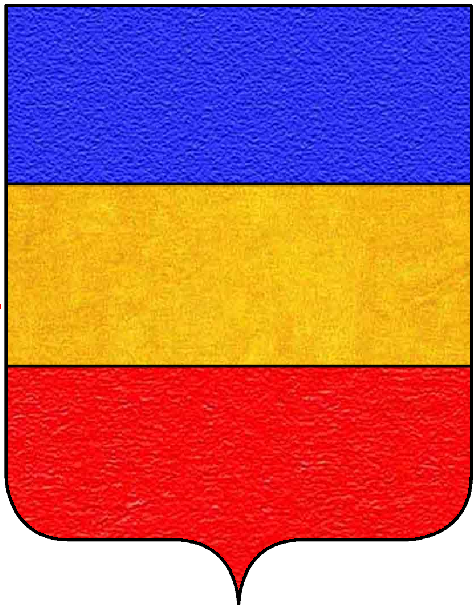
Wappen des Hauses Vendramin

Francesco Vendramin wurde am 10. Oktober 1555 in Venedig als zweitgeborener Sohn von Marco Vendramin und Maria Contarini geboren. Sein Bruder war Luca und eine Schwester, deren Name unbekannt ist, hat Pietro Loredan geheiratet.
Es wurde vom venezianischen Senat ausgewählt, um den Herzog von Guise bei dessen Besuch im Jahr 1583 in der Republik Venedig zu begleiten. Von 1585 bis 1589 war er Botschafter der Serenissima bei den Savoia, dann von 1592 bis 1595 Botschafter in Spanien, 1597 in Österreich und 1598 in Frankreich, wo er bis 1600 blieb. Von 1600 bis 1604 war er venezianischer Botschafter beim Heiligen Stuhl und in dieser Position war er 1605 bei Papst Paul V., um ihm zu seiner Wahl zu gratulieren.
Als Laie wurde er am 26. Juli 1605 vom venezianischen Senat mit 132 gegen 73 Stimmen in das Amt des Patriarchen von Venedig gewählt. Die Wahl wurde vom Papst am 12. Mai 1608 bestätigt. Am darauffolgenden 26. Mai weihte ihn Papst Paul V., mit Unterstützung von Fabio Biondi, Titularpatriarch von Jerusalem, und Metello Bichi, Bischof von Sovana, zum Bischof.
Der Borghese-Papst kreierte ihn am 2. Dezember 1615 im Konsistorium auch zum Kardinal. Den Kardinalshut und den Titel von San Giovanni a Porta Latina erhielt er am 28. November des folgenden Jahres. Am 18. Januar 1617 weihte er die Kirche der Benediktinerinnen in San Zaccaria und kümmerte sich um die Wiederherstellung des Patriarchenpalastes, wobei er nicht vergaß, den Armen und für den Kult der Heiligen Jungfrau Maria reichlich Spenden zukommen zu lassen.
Patriarch Vendramin starb am 7. Oktober 1618 in Venedig und wurde in der Kapelle Santa Maria del Carmine begraben, die  in San Pietro di Castello, bis 1807 Kathedrale des Patriarchen, 1654  von Baldassare Longhena  errichtet wurde. Nach seinem Willen wurde keine Inschrift auf seiner Grabplatte angebracht, außer einem Epigramm an der Seitenwand der Kapelle, das noch heute an ihn erinnert. Ein Marmorrelief von Michele Fabris zeigt die Übergabe des Kardinalshuts durch Papst Paul V. an Vendramin.